# Horse Head, Virginia

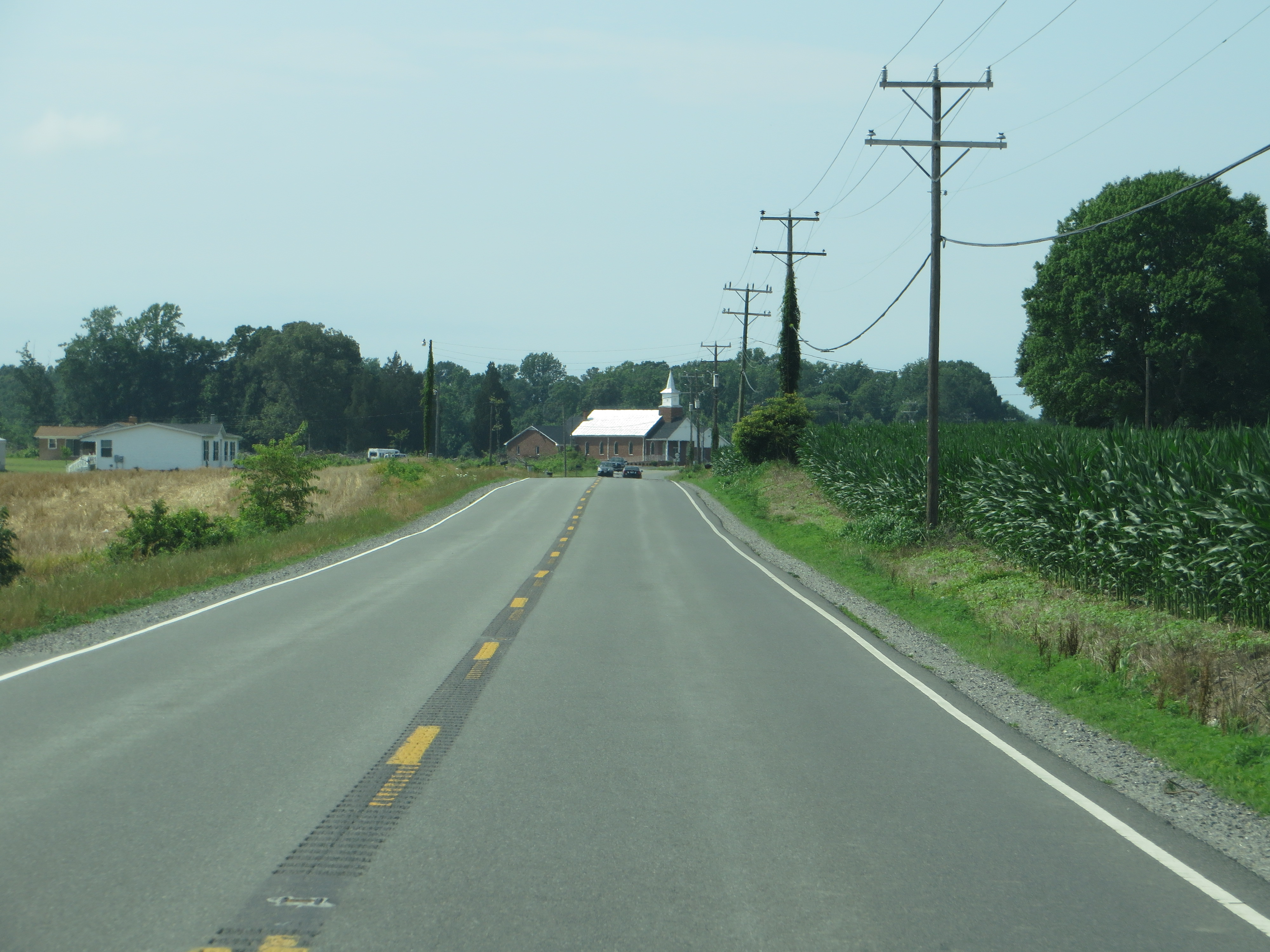
Tuyến đường Hoa Kỳ 360 ở Horse Head

Horse Head là một cộng đồng chưa hợp nhất tại Hạt Northumberland, thuộc tiểu bang Virginia của Hoa Kỳ.